# HD 208202
HD 208202，又名BD+19 4814，SAO 107489、HR 8364，是一颗恒星，视星等为6.39，位于銀經75.68，銀緯-26.48，其B1900.0坐标为赤經21h 49m 35.3s，赤緯+19° -26.48′ 47″。